# Candelora
Candelora è il nome con cui è popolarmente nota in italiano (ma nomi simili esistono anche in altre lingue) la festa della Presentazione di Gesù al Tempio (Lc 2,22-39), celebrata dalla Chiesa cattolica il 2 febbraio. Nella celebrazione liturgica si benedicono le candele, simbolo di Cristo «luce per illuminare le genti», come il bambino Gesù venne chiamato dal vecchio Simeone al momento della presentazione al Tempio di Gerusalemme, che era prescritta dalla Legge giudaica per i primogeniti maschi.
Nel calendario tridentino la festa è chiamata «Purificazione della Beata Vergine Maria». La riforma introdotta dopo il Concilio Vaticano II ha voluto manifestare più chiaramente la centralità della figura di Cristo.
La festa viene osservata anche dalla Chiesa ortodossa e da diverse confessioni protestanti. In molte zone e in diverse confessioni è tradizione comune che i fedeli portino le proprie candele alla chiesa locale per la benedizione divina.
Dal 1997 la festività della Candelora coincide con la Giornata per la vita consacrata, istituita in tale anno.

## Fondamento biblico
Secondo la legge di Mosè (Es 13, 2.11-16), ogni primogenito maschio del popolo ebraico era considerato offerto al Signore, ed era necessario che dopo la sua nascita i genitori lo riscattassero con l'offerta di un sacrificio. Inoltre, secondo la stessa legge di Mosè, una donna era considerata impura del sangue mestruale, indipendentemente dal fatto che il nuovo nato fosse il primogenito o no: l'impurità durava 40 giorni se il figlio era maschio e 66 giorni se era una femmina (Lv 12,1-8). Per la combinazione dei due passi scritturistici, ai tempi di Gesù era previsto che 40 giorni dopo la nascita avvenissero simultaneamente l'offerta del primogenito e la purificazione della madre, come in effetti Maria e Giuseppe fecero, secondo quanto narra il vangelo secondo Luca (2,22-39). Da qui la festa del 2 febbraio, che cade 40 giorni dopo il 25 dicembre, giorno in cui si celebra la nascita di Gesù.

## Istituzione della festa
Anticamente questa festa veniva celebrata il 14 febbraio (40 giorni dopo l'Epifania), e la prima testimonianza al riguardo ci è data da Egeria nella sua Peregrinatio (cap. 26). La denominazione di «Candelora», data popolarmente alla festa, deriva dalla somiglianza del rito del lucernario, festa ebraica di cui parla Egeria («Si accendono tutte le lampade e i ceri, facendo così una luce grandissima», Peregrinatio Aetheriae, 24, 4), con le antiche fiaccolate rituali che già si facevano nei Lupercali, antichissima festività romana che si celebrava proprio a metà febbraio. La somiglianza tra questa festività pagana e quella cristiana non è solo nell'uso delle candele, ma soprattutto nell'idea della purificazione: nell'una relativa all'usanza ebraica (Lv 12,2-4) nell'altra riguardo alla februatio: 
(Ovidio, I Fasti 2, 19-24, 31-32ss.)
Durante il suo episcopato, papa Gelasio I (492-496) ottenne dal Senato l'abolizione dei pagani Lupercali, che furono sostituiti dalla festa cristiana della Candelora. Nel VI secolo la ricorrenza fu anticipata da Giustiniano al 2 febbraio, data in cui si festeggia ancora oggi.

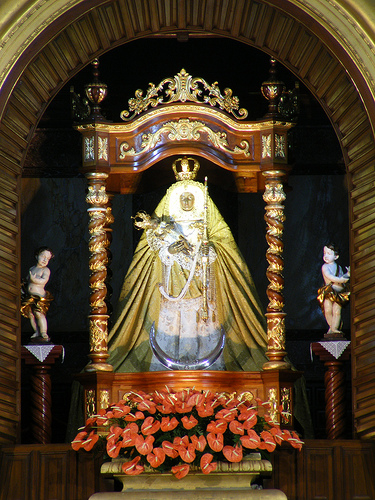
Vergine della Candelaria (patrona delle Isole Canarie). In questo arcipelago spagnolo iniziò l'identificazione della Candelora con la Vergine Maria.

In Oriente si dà molto risalto all'incontro tra Gesù e il vecchio sacerdote Simeone e la profetessa Anna nel tempio di Gerusalemme; e la festa ha infatti il nome di Hypapante (cioè «incontro»). Gli anziani Simeone e Anna riconoscono nel bambino il Messia, per cui Simeone ringrazia commosso Dio di averlo potuto vedere prima di morire e profetizza gli eventi futuri a Maria e Giuseppe. Simeone e Anna sono visti come gli ultimi profeti e il simbolo dell'incontro promesso tra il Messia e il popolo d'Israele.
Papa Paolo VI menzionò anche una pia vedova romana, Vicellia, vissuta alla metà del V secolo, la quale avrebbe associato al rito la processione con le candele: «festum occursus Salvatoris nostri Dei cum candelis» (cfr. Rado, II, 1140). L'offerta del cero era divenuto «segno della propria sottomissione a Chi è costituito Capo nella Chiesa». Su Egeria e Vicellia era aperto il dibattito degli studiosi negli anni '60-'70.
In Occidente, invece, con il tempo la festa ha assunto carattere mariano, facendo prevalere l'aspetto della purificazione della madre su quello del riscatto del primogenito: per questo, prima della riforma liturgica avviata dopo il Concilio Vaticano II, la festa era chiamata «Purificazione di Maria» (nel Messale del 1962 è celebrata come festa di seconda classe con precedenza sulla domenica eventualmente occorrente). La riforma liturgica ha voluto, invece, dare centralità a Cristo come primogenito del Padre e del nuovo Israele, rendendo così questa festa non più mariana, ma cristologica. Così anche nel rito ambrosiano.
Il giorno successivo, il 3 febbraio, si celebra la memoria di san Biagio di Sebaste, nella quale è tradizione, in alcuni luoghi, compiere una benedizione della gola con le candele benedette il giorno precedente, poiché, tra i miracoli che sono stati attribuiti a questo santo, figura anche il salvataggio di un bambino che stava soffocando dopo aver ingerito una lisca di pesce; per questo motivo, nell'iconografia san Biagio viene spesso rappresentato con candele.

## La Madonna della Candelaria
Secoli più tardi, fra il 1392 e il 1400, due pastori guanci, allora ancora pagani, dell'isola di Tenerife (Isole Canarie) trovarono una statua lignea della Madonna sulla spiaggia di Chimisay. L'immagine si impose alla loro attenzione con potenti miracoli e i guanci le diedero il nome di Chaxiraxi, che vuol dire Signora del Mondo. Prima della conquista spagnola di Tenerife, gli aborigeni guanci celebravano una festa intorno alla statua della Vergine durante il festival dei Beñesmen nel mese di agosto. Questa era la festa del raccolto, che segnava l'inizio dell'anno.
Dopo la conquista spagnola, completata nel 1496, la festa cominciò ad essere celebrata con un carattere mariano. Nel 1497 il conquistador Alonso Fernández de Lugo fece celebrare la prima festa della Candelora, dedicata in particolare alla Vergine Maria, in coincidenza con la festa della Purificazione, il 2 febbraio. Oggi, la festa della Vergine della Candelaria si celebra nelle isole Canarie sia il 2 febbraio sia il 15 agosto, giorno dell'Assunzione della Vergine Maria nel calendario cattolico. Per alcuni storici, le celebrazioni in onore della Vergine durante il mese di agosto sono una reminiscenza sincretistica delle vecchie feste dei Beñesmen.

## Celebrazioni precristiane a cui la Candelora somiglia
Celebrazioni legate alla luce in questo periodo dell'anno esistevano anche in alcune tradizioni religiose precristiane. Alcuni studiosi ipotizzano che la Candelora cristiana possa essere stata introdotta in sostituzione di una festività preesistente, anche vista la coincidenza del periodo dell'anno con il periodo di 40 giorni dopo la nascita di Gesù.
Nel mondo romano la Dea Februa (Giunone) veniva celebrata alle calende di febbraio (nel calendario romano i mesi seguivano il ciclo della luna. Il primo giorno di ogni mese corrispondeva al novilunio (luna nuova) ed era chiamato calende, da cui deriva il nome calendario). L'assonanza tra la purificazione implicata dal nome della divinità (Februa deriva dal verbo februare, cioè purificare) e dal mese che la onora, da una parte, e, dall'altra, la posteriore festa cristiana della Purificazione della Beata Vergine Maria lascerebbe intendere un collegamento che sostiene l'ipotesi della "sostituzione" cristiana di una festa pagana.
La festa di Imbolc, nella tradizione celtica, segnava il passaggio tra l'inverno e la primavera, ovvero tra il momento di massimo buio e freddo e quello di risveglio della luce.

## Nella cultura di massa
Numerosi sono i proverbi dialettali che pronosticano il tempo atmosferico a venire in base a quello che si manifesta il giorno della Candelora, anche in contrasto fra loro.:
- In Calabria:
  - A Candilora
'u vernu è fora;
Ma nesci l'ursu d'a tana e dici:
Altri quaranta iorna avimu ancora.
("Con la Candelora siamo fuori dall'inverno; ma l'orso viene fuori dalla tana e dice: rimangono ancora quaranta giorni")
  - Oji è l'Epifania,
Ogni festa piglia la via;
Ma c'è n'atra festicciuola,
Chi si chiama Cannelora;
Lu leune esce allora:
Quaranta journi ha lu viernu ancora!
("Oggi è l'Epifania, [e] ogni festa prende la via; ma c'è un'altra festicciuola, che si chiama Candelora; è allora che il leone dice: l'inverno ha ancora quaranta giorni!"[18]
- A Trieste
Se la vien con sol e bora
de l'inverno semo fora.
Se la vien con piova e vento
de l'inverno semo drento.
("Se [la Candelora] viene con sole e bora, siamo fuori dell'inverno, se viene con pioggia e vento, siamo [ancora] dentro [l'inverno]")
- A Padova:
Se ghe xè sołe a Candelora, del inverno semo fòra; se piove e tira vento, del inverno semo drento.
(Se il giorno della Candelora è soleggiato, siamo fuori dell'inverno, se piove e tira vento, siamo dentro l'inverno)
- In Lombardia:
A la Madona da la Sciriœura dol inverno a semm da fœura ma s'al fioca o al tira vent quaranta dì a semm anmò dent
(Alla Madonna della Candelora dall'inverno siamo fuori, ma se nevica o tira vento per quaranta giorni siamo ancora dentro)
- A Bologna:
Al dé dl'Inzariôla, o ch'al naiva o ch'al piôva dal invêren a sän fòra, mo s'ai é al suladèl a in arän anc pr un mṡarèl
(Il giorno della Candelora, che nevichi o piova, dall'inverno siamo fuori, ma se c'è il solicello ne avremo ancora per un mesetto)
- In Piemonte:
  - A la Candlera n'ora 'ntera, mesa a la matin, mesa a la se[i]ra
(Alla Candelora [la giornata è più lunga di] un'ora intera, metà al mattino, metà alla sera")
  - Se a fà brut a la Candlora, da l'invern i soma fòra.
(Se fa brutto alla Candelora, dall'inverno siamo fuori)[19]
  - A la Candlora, da l'invern i soma pì 'ndrinta che fòra.
(Alla Candelora siamo più dentro all'inverno che fuori)[19]
  - Se la candeila a fa cer, n'aut inver
("Se la candela rischiara, (ci sarà) un altro inverno", dialetto canavesano)
- In Toscana: 
Pella Candelòra se piove o se gragnola dell'inverno siamo fora, ma se è sole o solicello, siamo ancora nell'inverno.
- Nelle Marche:
  - Candelora, de l'invernu semu fora; ma se piôe u tira vendu, de l'invernu semu drendu
(Candelora, dall'inverno siamo fuori; ma se piove o tira vento, dell'inverno siamo dentro).
  - se c’è il sole a Candelora dell’inverno semo fora, ma se piova o buffa il vento dell’inverno semo drento
(se c’è il sole a candelora siamo fuori dall’inverno, ma se c’è la pioggia o soffia il vento siamo ancora in inverno).
- In Puglia:
A Cannëlôrë, ci non nevëchë e non chiovë, a Vërnët non è fôrë
(Alla Candelora, se non nevica o non piove, l'inverno non è fuori).
- A Catania la Candelora è assorbita dalla festa di sant'Agata e costituisce uno dei rituali più importanti della stessa.
- Ad Acquaviva Collecroce in provincia di Campobasso la mattina della Candelora, dalle prime ore dell'alba, ha inizio l'antichissima Fiera di San Biagio (festeggiato il 3 febbraio), nelle ore pomeridiane il popolo si riunisce in chiesa per la Celebrazione Eucaristica, la Benedizione delle Candele e il tradizionale Bacio del Bambinello. A questo giorno è associato il seguente proverbio:
Uoj è la Candelora, la vernata è sciut fora, risponn san Bias la vernat ancor n'trasc. Se fa lu solariell quaranta juor d maltiemb, se fa lu solaron quaranta juorn d stagion
(Oggi è la Candelora, l'inverno è uscito fuori, risponde San Biagio, l'inverno ancora non entra. Se c'è poco sole quaranta giorni di maltempo, se c'è tanto sole quaranta giorni di stagione e quindi di giornate abbastanza calde).
- A Castelpoto in provincia di Benevento, esiste un'antica tradizione: dalla notte di Natale fino al giorno della Candelora il Bambino Gesù viene esposto davanti all'altare maggiore, per poi essere baciato l'ultima volta.
- A Calitri, in provincia di Avellino,
A maronna r' a Cann'lora, meglij a bré u lup' ca u sol' 
(Alla madonna della Candelora, è meglio vedere un lupo che il sole).
Ciò perché si sostiene che una giornata di bel tempo nel giorno in questione presagisca il prosieguo del maltempo e dunque della stagione invernale. Di contro, una brutta giornata indicherebbe che la stagione invernale è destinata a cedere in anticipo il passo alla primavera. Una singolare e curiosa osservazione andrebbe fatta intorno al proverbio sopraddetto: il fatto che venga utilizzato il lupo quale simbolo del male (da preferire comunque al sole per le ragioni suddette), potrebbe collegarsi alla festa romana dei Lupercalia, celebrata appunto dal 13 al 15 febbraio circa. Non sono pochi infatti gli elementi linguistici ed i proverbi popolari legati alla tradizione calitrana che testimoniano l'influenza della civiltà romana.
- A Serro frazione di Villafranca Tirrena (Me) la Candelora è la Protettrice del borgo, il 2 febbraio nella solenne messa tutti  i Serrentini vicini e lontani si uniscono per onorare la loro protettrice in una festa semplice  dai sapori e tradizioni antiche,
- A Oristano la candelora è molto sentita perché coincide con l'inizio dei preparativi de Sa Sartiglia.
- In Francia e in Belgio, la Candelora (Chandeleur) è conosciuta soprattutto per essere il giorno delle crêpes che vengono preparate in tutti i modi.[20] La tradizione attribuisce questa usanza a papa Gelasio I, che faceva distribuire frittelle ai pellegrini in arrivo a Roma.[21] La loro forma rotonda e il colore dorato, che ricorda il disco solare, rimandano al ritorno della primavera dopo il buio e il freddo dell'inverno. Una tradizione è quella di lanciare le crepes in aria con la mano destra mentre si tiene una moneta d'oro (come un Louis d'or) nella mano sinistra per avere prosperità durante tutto l'anno, a patto che il pancake ricada correttamente nella padella.[21] In Belgio è consuetudine mangiare frittelle, tenendo accese tutte le candele della casa. Secondo una credenza popolare, un cielo sereno alla Candelora preannuncia un anno benefico per gli apicoltori.[22]
- In Germania, la Candelora era una data importante (Lostag) dell'anno. Era associato a scadenze di pagamento, a rapporti di lavoro stabili e all' inizio dell'"anno del contadino". Alla Candelora l'agricoltore avrebbe dovuto avere accumulato metà della scorta di cibo invernale per il suo bestiame. In tale date aveva termine il lavoro con luce artificiale, ad esempio quello delle donne che sedevano nella filanda. In questo giorno, terminava "l'anno del servo". I servi ricevevano il saldo del loro salario annuale che poteva essere disdetto da entrambe le parti o rinnovato di un altro anno, di solito con una stretta di mano. Era diffusa anche l'usanza di donare ai servi un paio di scarpe alla Candelora come ricompensa per ulteriori lavori o per la ricerca di un nuovo datore di lavoro.
- In Catalogna: Quan la Candelera plora, el fred és fòra; quan la candelera riu, el fred és viu
- In Messico, è usanza vestire e adorare Gesù bambino, consumando i tamales e bevendo atole in famiglia.[23] Durante l'Epifania, l'assaggio della rosca de reyes (torta dei re) determina chi dovrà organizzare La candelaria. Chi trova il muñeco (Cristo bambino a forma di fagiolo) nella torta viene nominato padrino dell'infante Gesù, che poi alla Candelora con abiti riccamente decorati vestirà il niño dios (un'immagine del Cristo bambino in bambola). L'immagine viene quindi portata in chiesa per essere benedetta. I ricordi di questi eventi sono spesso tramandati di generazione in generazione all' interno delle famiglie.[24] Segue il pasto in famiglia. Chi disegna il fagiolo all'Epifania deve anche preparare i tamales, che richiamano il passato precristiano del Messico con le sue offerte di mais. A questo pranzo è invitata tutta la famiglia (spesso le stesse persone della Rosca dell'Epifania). Queste celebrazioni si svolgono non solo in Messico ma anche nelle comunità messicane di tutto il mondo, ad esempio in Francia. Per questo motivo, la tradizione messicana compare anche nell'Inventario del patrimonio culturale immateriale in Francia.
- In Lussemburgo, la Candelora (fr. Chandeleur, lux. Lichtmëssdag) è una festa molto sentita dai bambini. Spesso in collaborazione con insegnanti ed educatori, i bambini costruiscono e decorano delle tipiche lanterne (Lampionen o Liichtebengelcher) che vengono usate all'imbrunire del 2 febbraio per andare in gruppo di casa in casa. In questa occasione il gruppo di bambini canta una tipica filastrocca agli abitanti della casa e vengono ricompensati con dolciumi, frutta o frutta secca[25]
- A Porto Rico la festa decreta ufficialmente la fine del Natale per i cattolici di Porto Rico; i festeggiamenti prevedono una processione in cui viene portata a spalla la statua di Nuestra Señora de Candelaria (Nostra Signora della Luce), mentre il popolo segue con le candele accese fino a raggiungere la chiesa dove viene celebrata una Messa. In serata, i festeggiamenti possono continuare con un gigantesco falò e canti. Alcune famiglie in campagna bruciano i loro alberi di Natale secchi.[26]
- La Virgen de la Candelaria o Nuestra Señora de la Candelaria (Nostra Signora della Luce o Nostra Signora della Candelaria), popolarmente chiamata La Morenita, è la patrona delle Isole Canarie. La Basilica di Nostra Signora della Candelaria a Candelaria, nell' isola di Tenerife è considerata la chiesa principale dedicata alla Vergine Maria e una basilica minore a partire dal 2009.[27]
- Nelle Filippine, Nostra Signora della Candelaria è anche la patrona della regione del Visayas occidentale.
- Nel Guatemala, la Vergine della Candelaria è la patrona di Jacaltenango e la sua festa segna la fine del periodo natalizio.[27]
- In Perù, la Vergine della Candelaria è la patrona della città di Puno, che la festeggia nella prima quindicina di febbraio di ogni anno.[28]   È uno dei più grandi festival di cultura, musica e danza del Paese. In termini di numero di eventi legati alle culture dei popoli Quechua, Aymara e dei meticci dell'Altiplano, e anche in termini di numero di persone direttamente e indirettamente coinvolte nella sua realizzazione, si distingue con il Carnevale di Rio de Janeiro e il Carnevale di Oruro in Bolivia come uno dei tre più grandi festival del Sud America. Al centro del festival ci sono spettacoli di musica e danza organizzati dalla Federación Regional de Folklore y Cultura de Puno, che consistono in oltre 200 balli in più di 150 ambientazioni di danza. Questi includono "danze indigene" delle varie comunità di Puno ed esibizioni organizzate in diversi quartieri della città, per lo più quelle conosciute come "danze in costume". Questi spettacoli coinvolgono direttamente 40.000 ballerini e circa 5.000 musicisti e indirettamente coinvolgono circa 25.000 persone, tra registi, sponsor, ricamatori e produttori di maschere, vestiti, stivali, scarpe, campanelli e altri oggetti.
- Negli Stati Uniti è il Giorno della marmotta.

Nelle usanze cattoliche la Candelora è tradizionalmente il giorno in cui vengono rimossi il presepe e ogni altro addobbo natalizio.